# Лонгмедоу (Масачусетс)
Лонгмедоу (енгл. Longmeadow) насељено је место без административног статуса у америчкој савезној држави Масачусетс.

## Демографија
По попису из 2010. године број становника је 15.784, што је 151 (1,0%) становника више него 2000. године.
| Група             | 2000.          | 2010.          |
| Белци             | 14.793 (94,6%) | 14.322 (90,7%) |
| Афроамериканци    | 108 (0,7%)     | 167 (1,1%)     |
| Азијати           | 453 (2,9%)     | 745 (4,7%)     |
| Хиспаноамериканци | 170 (1,1%)     | 370 (2,3%)     |
| Укупно            | 15.633         | 15.784         |